# Red Band Society
Red Band Society je americký televizní seriál stanice Fox, premiérově vysílaný od 17. září 2014 do 7. února 2015. Seriál vznikl na základě předlohy katalánského seriálu Polseres vermelles. Seriál sleduje skupinu dospívajících, kteří žijí společně jako pacienti na pediatrickém oddělení nemocnice. 26. listopadu 2014 bylo potvrzeno, že stanice pozastavila natáčení epizod. 12. ledna 2015 stanice FOX oznámila zrušení seriálu. Poslední dvě epizody byly vysílané jako dvouhodinové finále 7. února 2015.

## Obsazení

### Hlavní role
- Octavia Spencer jako sestra Dena Jackson
- Dave Annable jako doktor Adam McAndrew
- Griffin Gluck jako Charlie
- Nolan Sotillo jako Jordi Palacios
- Charlie Rowe jako Leo Roth
- Astro jako Dash Hosney
- Zoe Levin jako Kara Souders
- Ciara Bravo jako Emma Chota
- Mandy Moore jako doktorka Erin Grace
- Rebecca Rittenhouse jako sestra Brittany Dobler

### Vedlejší role
- Wilson Cruz jako Kenji Gomez-Rejon, sestra
- Thomas Ian Nicholas jako Nick Hutchison, otec Charlieho
- Griffin Dunne jako Ruben Garcia, pacient
- Catalina Sandino Moreno jako Eva Palacios, matka Jordiho
- Rachel Varela jako Becky, spolužačka Kary
- Andrea Parker jako Sarah Souders, matka Kary
- Nicolas Bechtel jako malý Jordi Palacios
- Susan Park jako Mandy Hutchison, matka Charlieho
- Tricia O'Kelley jako Daniella, nevlastní matka Kary
- Mandy Moore jako doktorka Erin Grace, bývalá snoubenka Adama
- Daren Kagasoff jako Hunter Cole, pacient
- Bella Thorne jako Delaney Shaw, pacientka[5]
- Mike Pniewski jako doktor Dick
- Belita Moreno jako doktorka Holtzman
- Michael Bryan French jako doktor Potter

## Vývoj
Seriál je remakem španělského seriálu Polseres vermelles, v angličtině The Red Band Society. Stanice ABC seriál rozvíjela již v roce 2011 se spolu-tvůrkyní seriálu Přátelé Martou Kauffman, nakonec ale z produkce sešlo. V listopadu 2013 stanice FOX oznámila svůj nový projekt, adaptaci španělské televizní show ve Spojených státech. 17. ledna 2014 projekt obdržel objednávku na pilotní epizodu. 6. května si stanice seriál vybrala pro svoji sezonu 2014-2015.
12. ledna 2015 stanice oznámila zrušení seriálu po první sérii. Poslední epizoda byla odvysílaná 7. února 2015.